# Бора Глишић
Бора Глишић (Крагујевац, 31. децембар 1908 — Београд, 11. децембар 1988) био је српски театролог, позоришни критичар, драмски писац, новинар, преводилац и менаџер у култури.

## Биографија
Дипломирао је права на Сорбони.
Стручно се усавршавао у Лисабону, Мадриду, Риму и Прагу.
Глишић од 1931. ради као члан редакције Политике, дописник из иностранства.
Бавио се литературом и превођењем. Сарађивао је са неколико књижевних часописа и писао театролошке студије и текстове за сценско извођење. Пзоришне огледе објављивао је у листовима: „Политика“, „Борба“, „Ослобођење“, „Побједа“, „Глас“, „Вјесник у сриједу“, „Књижевне новине“, „Спектакл“, „Дело“, „Књижевност“, „Сцена“, „Театрон“, „Позориште“ (Тузла), „Позориште“ (СНП, НСад) и др.
После 1944. постао је управник Народног позоришта у Крагујевцу.
Касније је био уредник Гласа, одговорни уредник Дуге, позоришни критичар НИН-а.
Бавио се превођењем са енглеског и француског језика. Са француског је преводио дела Молијера, Бодлера, Русоа, Пруста, Барбиса, Монтерлана, Камија, Гијуа а са енглеског Џејмса, Фицџералда, Колдвела, Вајлдера, Рајта.
Сматрао је да су Кир Јања и Родољупци Јована Стерије Поповића у самом врху светске литературе, поткрепљујући ту тврдњу чињеницом да је мотив тврдице од Плаута, преко Молијера до Стерије добио поетски трагички призвук.
За Нушићево дело је писао да је чудо смеха без премца, олимпијско-боговске лакоће, хомеровско, необуздано, силовито, бунтовнички усмерено против свих стега.

## Награде
- Статуета Јоаким Вујић, 1958.

## Дела
- Велика битка, 23.12.1944, Крагујевац, Књажевско-српски театар[7]
- Велика битка, 1945/1946, Лесковац, Народно позориште у Лесковцу[2]
- БАЛ ЛОПОВА, 20.03.1952, Београд, Београдско драмско позориште[2]
- Путник без пртљага, 25.06.1952, Београд, Југословенско драмско позориште[2]
- Позориште, 1964.[8]
- Бал лопова, 10.05.1973, Београд, Савремено позориште[2]
- Велика битка, 31.10.1985, Крагујевац, Књажевско-српски театар[2]
- Деришта, 07.12.2009, Београд, Позориште „Душко Радовић” Београд[2]